# Ordrupgaard
Ordrupgaard est un musée d'État situé au nord de Copenhague, à Charlottenlund. Il a été fondé en 1918 par Wilhelm Hansen (ancien directeur de la compagnie d'assurance Hafnia), et par sa femme Henny Hansen.

## Les fondateurs
Wilhelm Hansen (1868-1936) est un homme d'affaires, fondateur de la Dansk Folkeforsikringsanstalt (compagnie d'assurance populaire). Mais, atteint par la crise économique de 1922 au Danemark, il propose de céder sa collection au gouvernement danois qui refuse de l'acheter.
Il vend alors à la Ny Carlsberg Glyptotek quinze de ses tableaux. Son dernier achat est un Degas: Danseuse ajustant ses chaussons. Puis il lègue avant sa mort à l'État danois une partie de sa collection, et après sa mort, sa femme Henny fait de même avec la collection entière, ainsi que la maison qui l'abrite qui devient le musée Ordrupgaard de Copenhague.

## Les collections

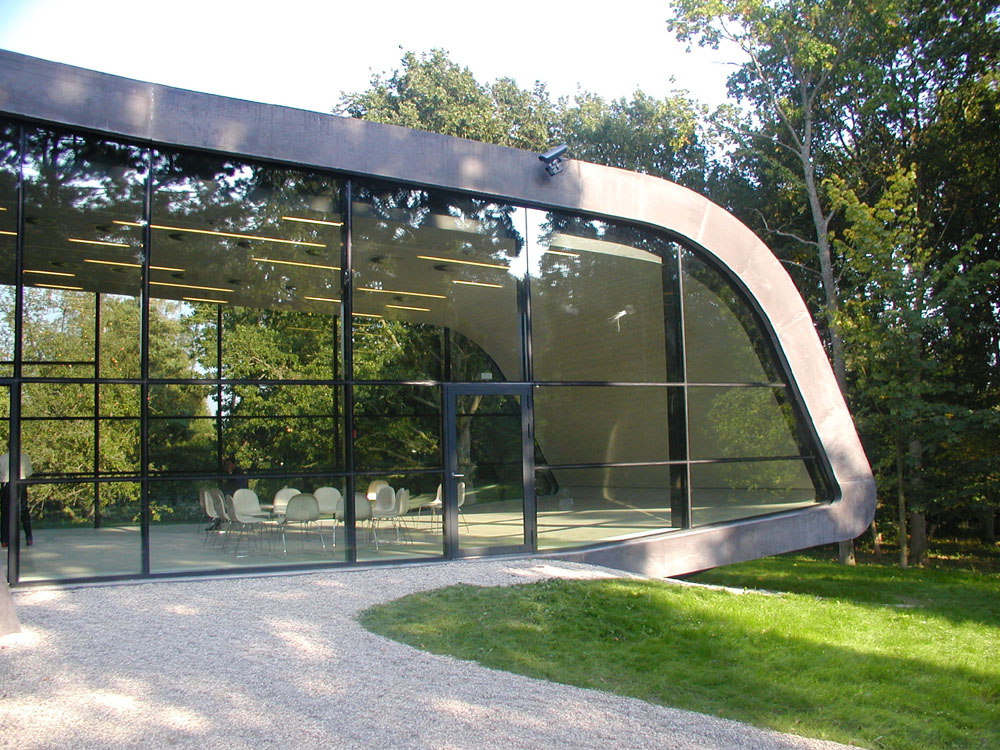
L'extension moderne du musée, conçue par l'architecte Zaha Hadid.

Ordrupgaard possède une des plus importantes collections de tableaux de l'âge d'or danois (1892-1916), ainsi que des impressionnistes français que Hansen a achetés entre 1916 et 1918, sur les conseils de Théodore Duret. Beaucoup de tableaux proviennent de la collection Alphonse Kann. De retour à Ordrupgaard, les achats de Hansen sont si nombreux qu'il lui faut ajouter une aile au bâtiment de sa villa.
Hansen appartient à ce groupe d'amateurs d'arts et de mécènes qui ont formé les plus importantes collections de leur époque et qui ont alimenté les musées, se ruinant parfois pour leur passion comme le Français Georges Viau, et les collectionneurs étrangers d'impressionnistes comme le Français Samuel Courtauld réfugié en Angleterre, ou l'Américaine Louisine Havemeyer entre autres.

## Galerie

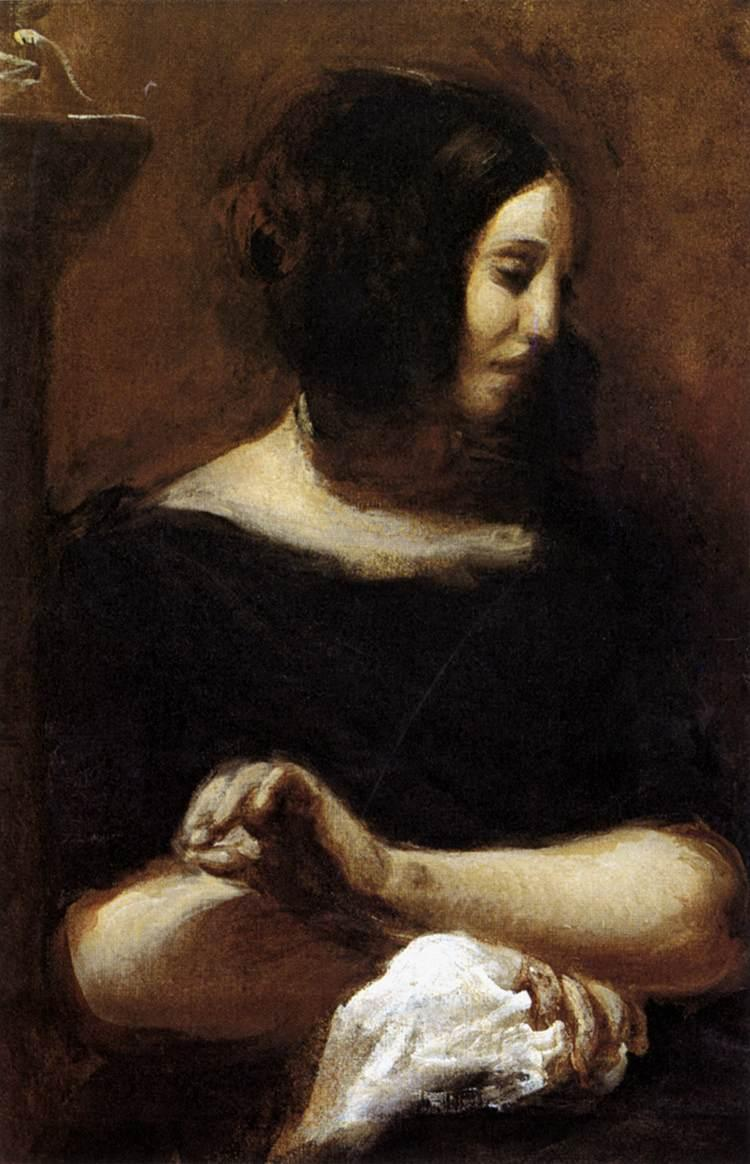
Eugène Delacroix, Portrait de George Sand (1838)
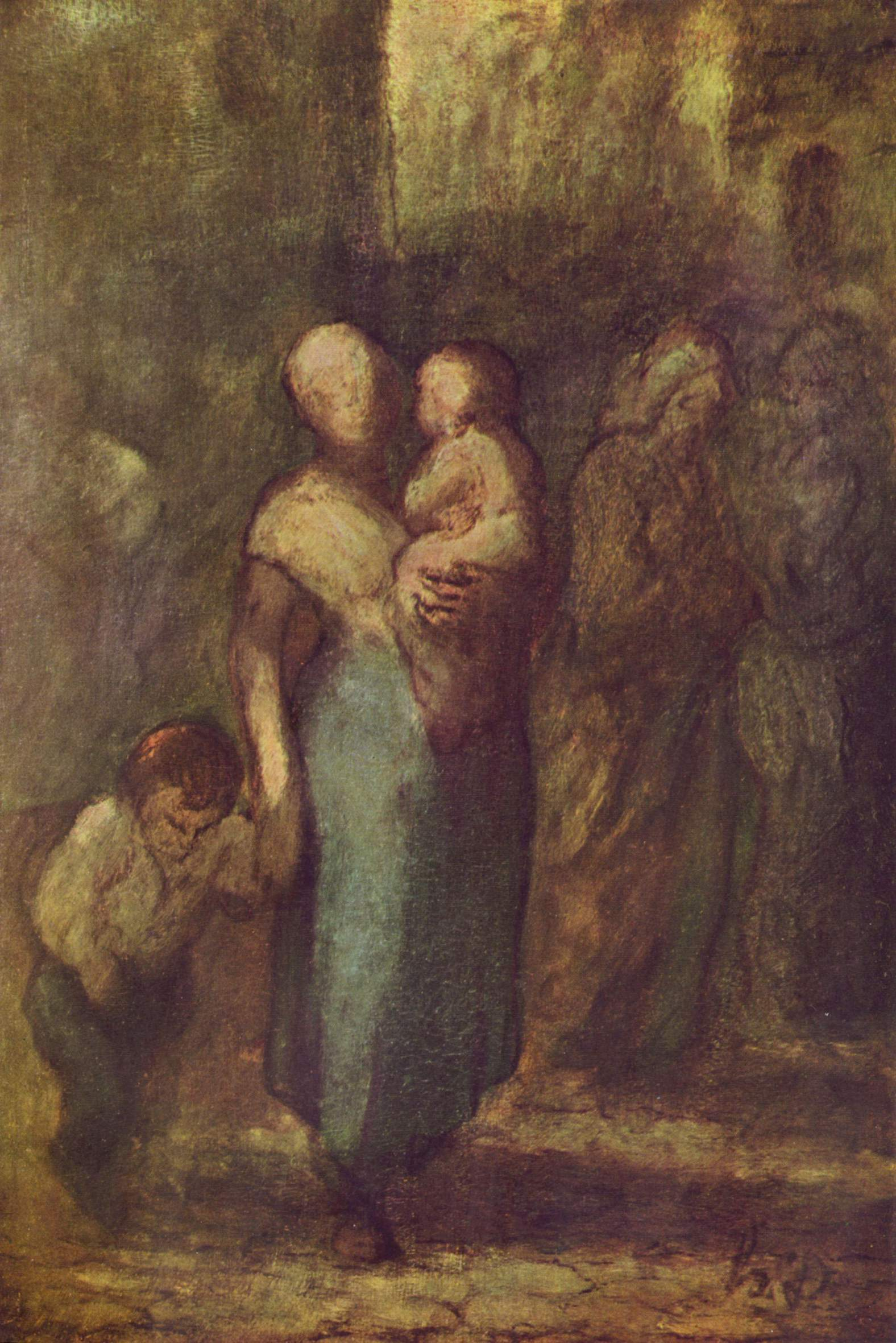
Honoré Daumier, Dans la rue (1850-1855)
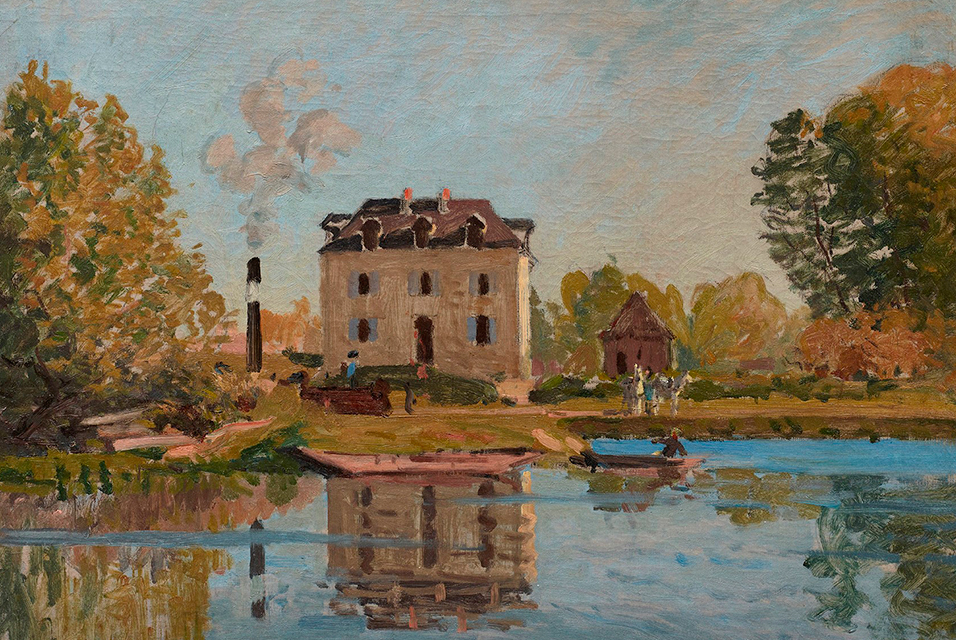
Alfred Sisley, Usine sur les bords de Seine (1873)
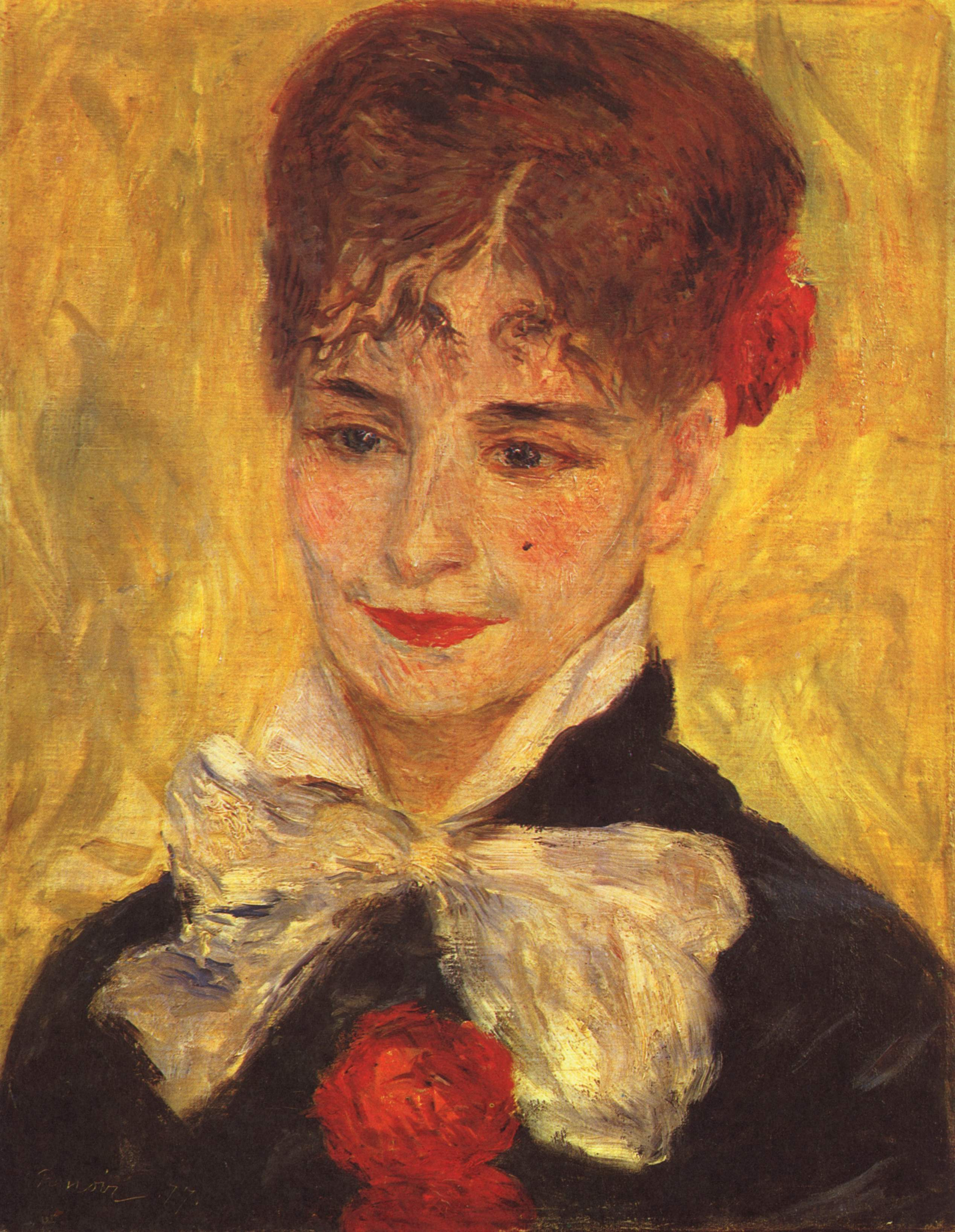
Pierre-Auguste Renoir, Portrait de Mme Iscovesco (1877)
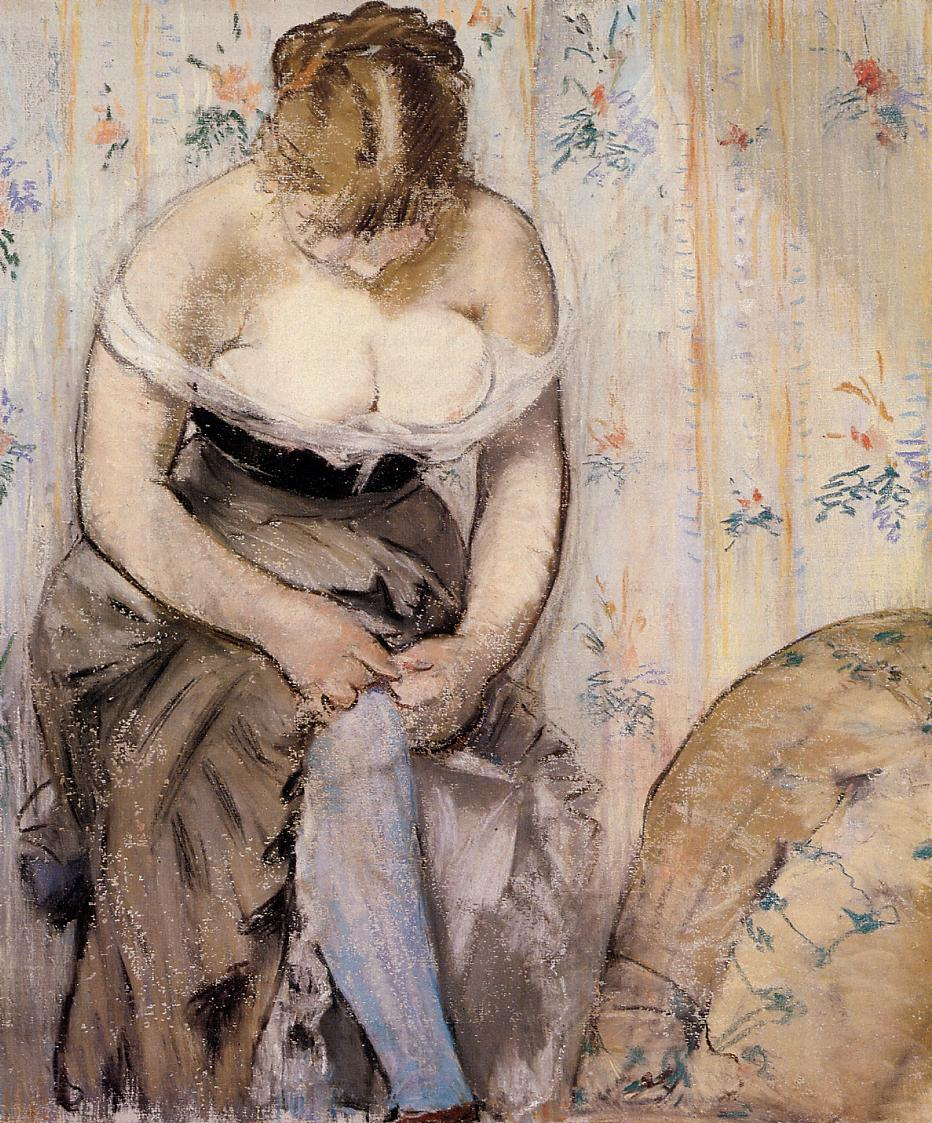
Édouard Manet, Femme à la Jarretière (1878-1879)
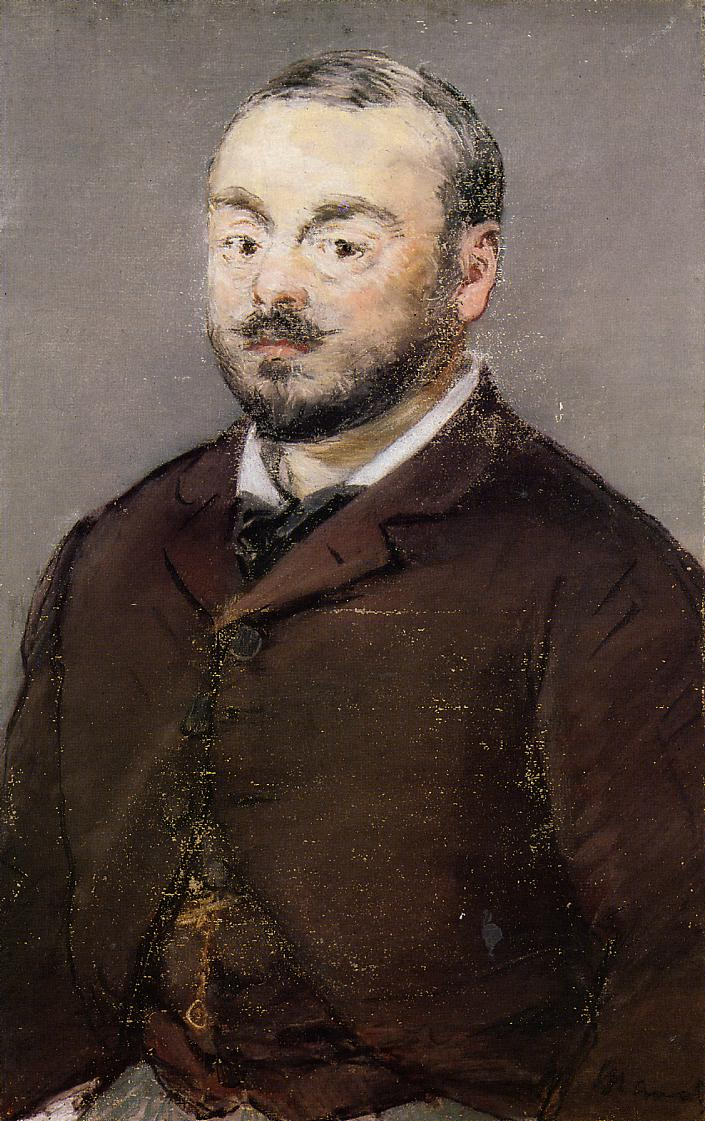
Édouard Manet, Portrait de Emmanuel Chabrier (1880)
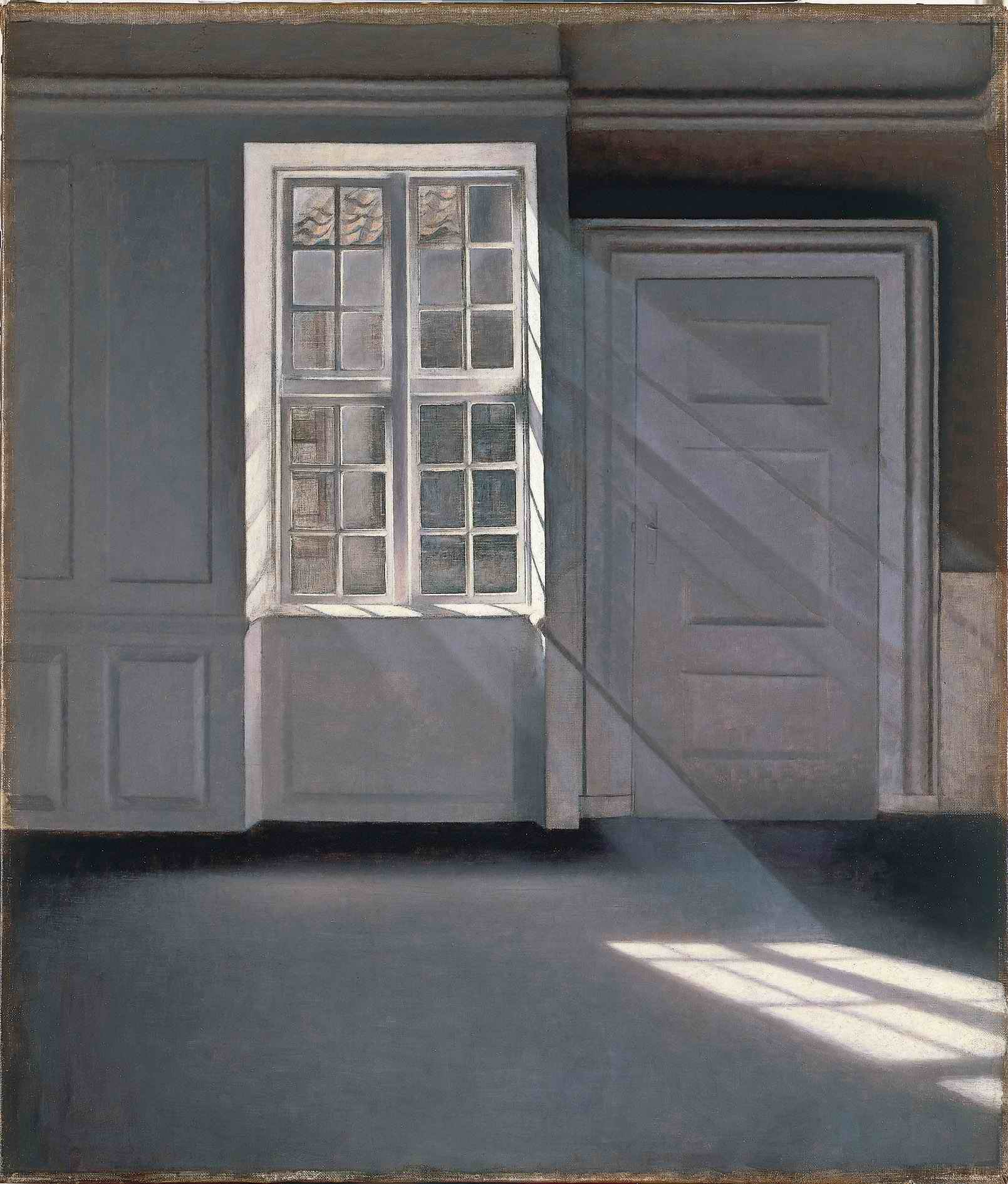
Vilhelm Hammershøi, La Danse de la poussière dans les rayons du soleil (1900)
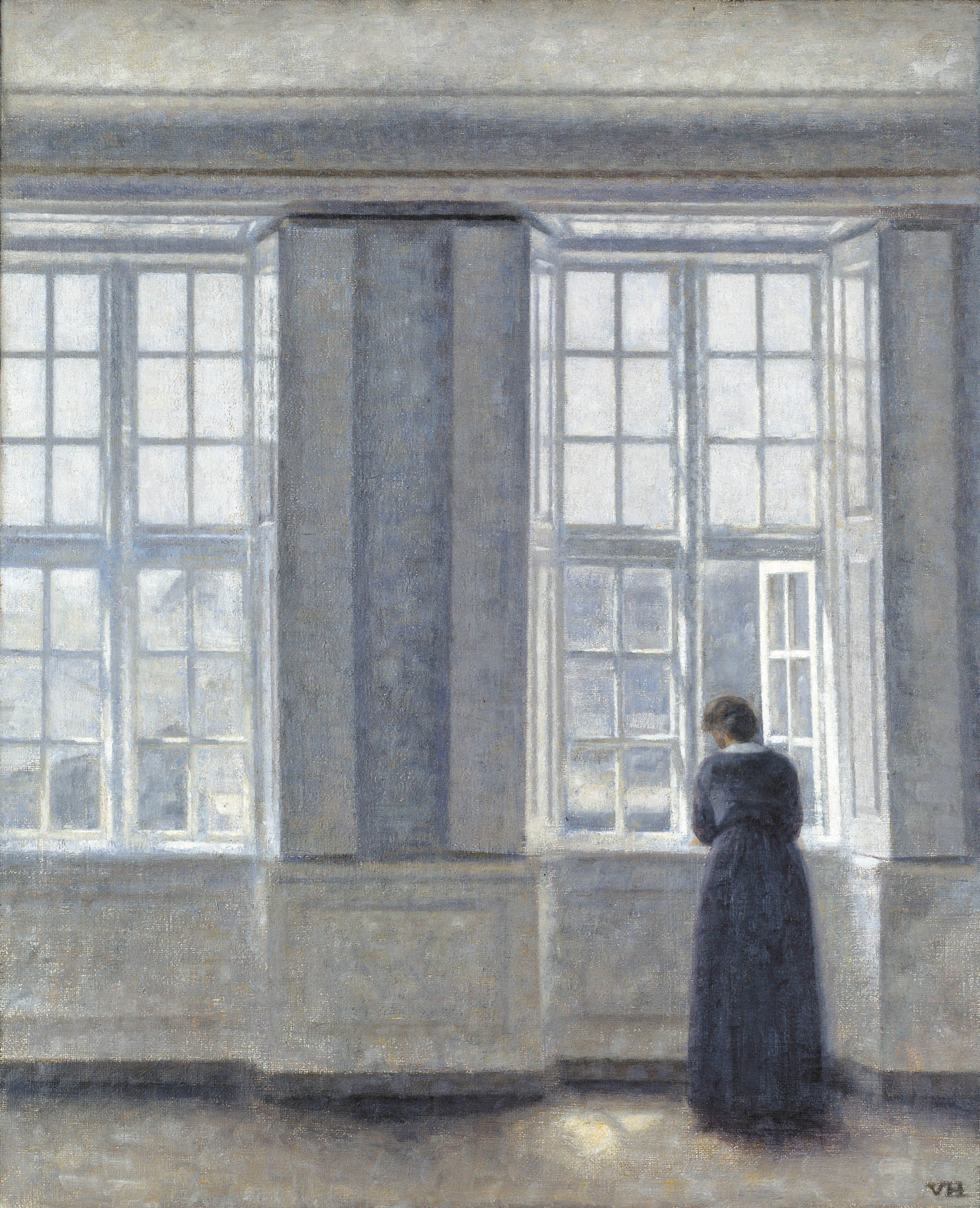
Vilhelm Hammershøi, La Très Haute Fenêtre (1913)
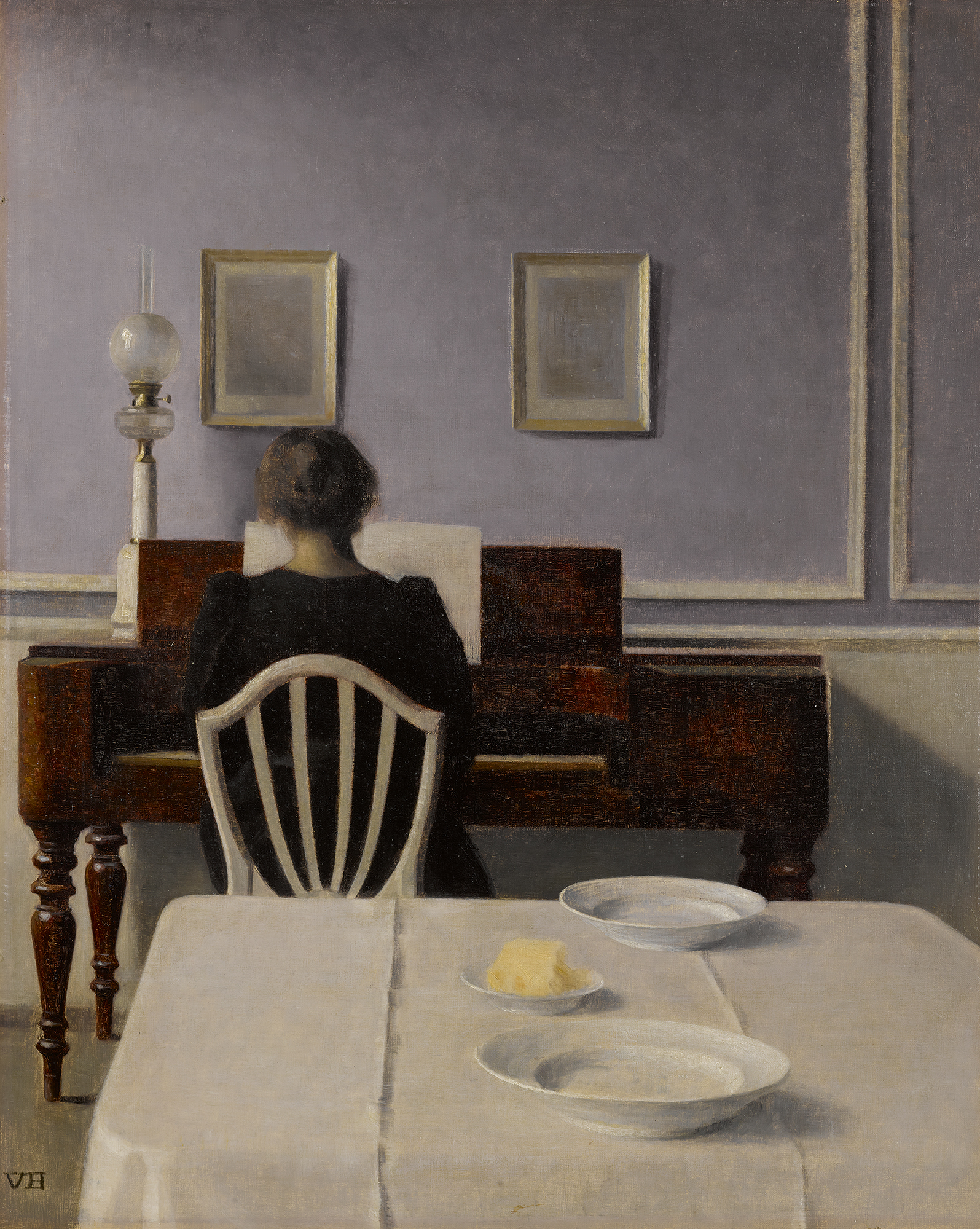
Vilhelm Hammershøi, Intérieur avec femme et piano
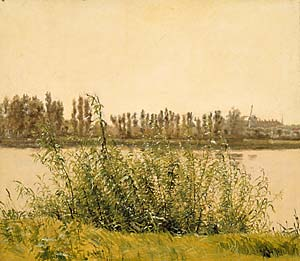
Christen Købke, Vue de Dosseringen
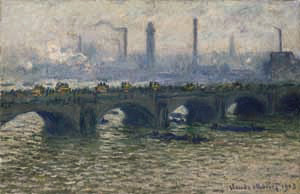
Claude Monet, Pont de Waterloo (1903)
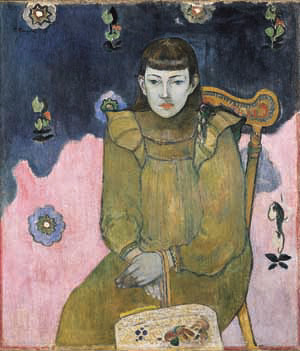
Paul Gauguin, Portrait d'une jeune femme
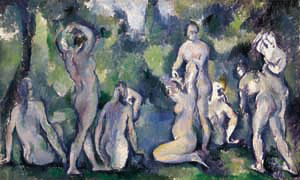
Paul Cézanne, Femme au bain